# Troo Alastoride
Troo (in greco antico Τρώς) è un personaggio della mitologia greca, citato nel ventesimo libro dell'Iliade. 

Discendente del popolo d'"Ilio", non ha alcuna parentela diretta con l'eponimo Troo. Per distinguerlo da quest'ultimo si è soliti aggiungere il patronimico al suo nome, come fa Omero nel suo poema.

## Il mito

### Le origini
Troo era un giovane troiano figlio di Alastore (omonimo di un guerriero licio).

### La morte
Troo fu il guerriero troiano che più di ogni altro si arrese al grande nemico Achille, che era ritornato in battaglia dopo che Ettore, figlio del re Priamo, gli ebbe ucciso l'amico Patroclo, al quale egli aveva prestato le sue armi perché, credendolo Achille, i Troiani cessassero di assediare il campo acheo. Achille rientrò in battaglia facendo strage di troiani, cercando Ettore. Non ebbe pietà nemmeno di Troo figlio di Alastore che gli abbracciò le ginocchia sperando che il Pelide non lo ammazzasse; Achille lo colpì con la spada corta al fegato in modo tale da far schizzare fuori l'organo; lasciò quindi il nemico a terra, disteso in un lago di sangue. La morte sopraggiunse dopo una breve agonia:
 " E Troo figlio di Alastore uccise, che gli venne ai ginocchi,

se mai lo risparmiasse e lo lasciasse vivo,

non lo uccidesse per pietà di un coetaneo,

- stolto! non sapeva che non doveva ascoltarlo:

non era un uomo dolce di cuore né amabile,

ma un furibondo: e quello gli abbracciava i ginocchi,

bramoso di supplicare, ma Achille lo colpì al fegato col pugnale:

il fegato schizzò fuori e nero sangue colandone,

riempì la veste; privo ormai del respiro,

l'ombra fasciò gli occhi di Troo".
(Omero, Iliade, libro XX, vv.463-72, traduzione di Rosa Calzecchi Onesti)

## Interpretazione dell'episodio
Solitamente oggettivo, Omero non si trattiene dall'emettere più di un giudizio negativo su questo personaggio: ne descrive la vigliaccheria; ne mette in rilievo la totale mancanza di valutazione a fronte dell'evidente sentimento che in quel momento anima l'eminente nemico; decisamente deboli infine sono le argomentazioni scelte da Troo allorché si mette a supplicare.

### Fonti
- Omero, Iliade, libro XX.